# Оразаев, Аслан Алмасович
Аслан Оразаев (род. 7 мая 1992, с. Капал, Алматинская область) — казахстанский футболист, полузащитник алма-атинского клуба ЦСКА.

## Карьера
Аслан Оразаев — воспитанник алматинского футбола. Карьеру начинал в команде «Авиатор», из неё перешёл в «Спутник». В 2009 году стал игроком группы подготовки ФК «Кайрат», затем перешёл в дубль и вместе с резервной командой «Кайрата» выиграл чемпионат Казахстана среди дублирующих составов клубов Премьер-лиги. Также выступал в составе команды «Кайрат-Академия» в Первой лиге РК. В 2013 году начал привлекаться к играм основного состава «Кайрата» и в 2014 году подписал полноценный контракт. В 2015 году перешёл в алматинский ЦСКА.